# Hans Uggla
Hans Gustaf Otto Carlsson Uggla, född 4 januari 1907 i Svea livgarde församling i Stockholm, död 12 mars 1989 i Lidingö församling i Stockholms län, var en svensk sjömilitär.
Efter studentexamen i Örebro 1925 och sjöofficersexamen 1928 började han sin karriär som fänrik vid flottan 1928, fortsatte vid Kungliga sjökrigshögskolan (KSHS) 1934–1935 och 1936–1937 samt vid Försvarshögskolan (FHS) 1954. Han blev kommendör 1955.
Uggla blev biträdande marinattaché i Paris 1939, tjänstgjorde vid marinförvaltningen 1948–1951, var fartygschef vid kryssaren HMS Göta Lejon 1951–1952, avdelningschef vid Marinstaben 1953–1955, inspektör inom sjöartilleritjänsten 1955–1957, chef för första jagarflottiljen 1957–1958 och chef för Kungliga Sjökrigsskolan 1958–1964. Han blev konteramiral 1964 och var chef för Marinkommando Väst 1964–1967 (1966 namnändrat till Västkustens örlogsbas). Han var adjutant hos prins Bertil från 1939. Han blev ledamot av Örlogsmannasällskapet 1952 och ledamot av Krigsvetenskapsakademien 1956. Han hade flera olika utmärkelser.
Hans Uggla var son till överste Carl G:son Uggla och Sigrid af Petersens. Han gifte sig första gången 1941 med Barbro Sandström (1917–1970), dotter till konsul John Sandström och Greta Lundberg. De fick fyra barn: Christer (född 1942), Peder (född 1945, gift med Ane Uggla), Rutger (född 1946) och Charlotte (född 1950). Hans Uggla gifte sig andra gången 1972 med Margareta Färnström (1916–2008), dotter till teologie doktor Emil Färnström och Gunhild Beskow. Hans Uggla vilar på Galärvarvskyrkogården i Stockholm.

## Utmärkelser
- Riddare av Svärdsorden, 1946.[6]
- Kommendör av Svärdsorden, 6 juni 1959.[7]
- Kommendör av första klass av Svärdsorden, 21 november 1963.[8]